# Zephronia lignivora
Zephronia lignivora är en mångfotingart som beskrevs av Carl Graf Attems 1936. Zephronia lignivora ingår i släktet Zephronia och familjen Zephroniidae. Inga underarter finns listade i Catalogue of Life.